# Mummucia
Mummucia es un génerp de arácnido  del orden Solifugae de la familia Mummuciidae.

## Especies
Las especies de este género son:
- Mummucia dubia Badcock, 1932
- Mummucia mauryi Rocha, 2001
- Mummucia mendoza Roewer, 1934
- Mummucia patagonica Roewer, 1934
- Mummucia variegata Simon, 1879